# Loricatosaurus priscus
Loricatosaurus — род динозавров, принадлежащих к семейству Stegosauridae, живших в юрском периоде около 164,7—161,2 млн лет назад на территории Англии и Франции. Типовой и единственный вид — Loricatosaurus priscus .
Вид был назван и описан в 2008 году Сузанной Мейдмент и её коллегами. Останки были найдены в формации Оксфорд Клей, включают в себя позвонки, различные кости таза и фрагменты конечностей, а также часть костных пластин. Большая костная пластина, причисленная виду Omosaurus leedsi из той же местности, может принадлежать тому же животному. Третий частичный скелет, найденный в Нормандии, Франция, также относится к Loricatosaurus priscus. Есть также вероятность, что вид Lexovisaurus durobrivensis, также найденный в формации Оксфорд Клей, и Loricatosaurus priscus представляют собой один и тот же таксон.
Loricatosaurus, вероятно, в длину достигал около 5—6 метров. Он характеризуется относительно короткими конечностями и узкими пластинами и шипами на спине. Плечевые шипы могли как быть, так и вовсе не присутствовать.